# Spiroplasma turonicum
Spiroplasma turonicum è una specie di batterio appartenente alla famiglia delle Spiroplasmataceae.